# Mikuláš Šprinc
Mikuláš Šprinc (Krompachy, 30 novembre 1914 – Wickliffe, 31 maggio 1986) è stato un poeta, scrittore, presbitero saggista, traduttore e insegnante slovacco.

## Biografia
Studiò a Levoča, e proseguì con gli studi di teologia al seminario di Spišská Kapitula. Operò come cappellano a Spišská Nová Ves, dal 1943 fu direttore del mensile Kultúra. Fu anche direttore dell'Accademia cattolica slovacca di Bratislava e segretario generale della Centrale di carità.
Nel 1945 alla fine della Seconda guerra mondiale emigrò all'estero. Arrivò a Roma, fu nominato delegato apostolico per i fuoriusciti slovacchi in Austria e Germania, poi dal febbraio 1946 fu impiegato all'Ufficio vaticano per le vittime di guerra.
Nell'estate del 1946 si trasferì negli Stati Uniti e insegnò lingue moderne nelle scuole superiori dei benedettini di Cleveland; fu segretario dell'Unione degli scrittori e artisti slovacchi. Nel 1957 divenne professore di lingue moderne e filosofia dell'arte al college Borromeo di Wickliffe, in Ohio, ove visse fino alla morte.

## Carriera letteraria
I suoi esordi letterari risalgono al periodo delle scuole secondarie, in cui pubblicò articoli sulle riviste Podrast, Rozvoj, Svoradov, Kultúra e Slovák. Il suo primo libro apparve nel 1939: è al raccolta di sonetti Ozveny v samotách. Le sue opere sono caratterizzate da sensibili percezioni della realtà, riflessioni del suo animo sacerdotale, meditazioni sui valori spirituali e morali, esperienze autobiografiche, mediazioni cristiane sul senso dell'esistenza, riflessioni sui doveri dell'uomo di costruirsi una vita armoniosa e creativa e di affidarsi a Dio, ma è anche segnata da motivi patriottici e naturalistici, in cui ricorre l'ammirazione per le bellezze della natura.
Si dedicò anche allo studio delle lingue e alla traduzione di poesie di autori come Rainer Maria Rilke, Giovanni Papini e di un saggio teologico di Peter Lippert.
Inoltre con Karol Strmeň e Ján J. Lach fondò nel 1954 negli Stati Uniti il trimestrale Most, la più importante rivista slovacca dell'esilio, che diresse per quasi trent'anni.

## Opere

### Poesie
- 1939 – Ozveny v samotách ("Risonanze nelle solitudini")
- 1950 – Vinohrad. Putovné piesne ("Vigna. Canzoni dell'esilio", con Karol Strmeň, Scranton)
- 1953 – Na Floride sám ("In Florida solo" Cleveland)
- 1955 – Tvárou proti slnku ("Con la faccia contro il sole", Cleveland)
- 1960 – Z poludnia a polnoci ("Da mezzogiorno a mezzanotte", Cleveland)
- 1962 – Mladosť orla ("La giovinezza dell'aquila", Cleveland)
- 1965 – Oči moje pútnice ("Gli occhi miei raminghi", Cleveland)
- 1967 – Andante (Roma)
- 1968 – Bratislavský park ("Il parco di Bratislava", Roma)
- 1969 – Driftdfhwood: Poems (Cleveland)
- 1970 – Piesne z Palidora ("Canzoni da Palidoro", Roma)
- 1973 – Koralový ostrov ("L'isola di corallo")
- 1976 – Sonety o kráse ("Sonetti sulla bellezza", Roma)
- 1977 – Tiché vody ("Acque tranquille", Cleveland)
- 1979 – Z odviatych dní ("Dai giorni fuggiti")
- 1980 – Nezhasínajte hviezdy ("Non spegnete le stelle", Roma)
- 1982 – Z diaľky ("Da lontano", Roma)
- 1983 – Jazero Orióna ("Il lago di Orione", Roma)
- 1983 – Oleandre ("Oleandri", Roma)

### Altre opere
- 1942 – Tak umieral básnik Paľo Oliva ("Così morì il poeta Paľo Oliva", necrologio, scritto con Janko Silan)
- 1953 – Sväty Andrej-Svorad ("Sant'Andrea-Svorad")
- 1953 – Paul Verlaine, saggio letterario (Cleveland)
- 1949 – K slobodným pobrežiam ("Alle sponde libere"), memoriale (Scranton)
- 1957 – Cesty a osudy ("Viaggi e destini"), memoriale  (Cleveland)
- 1963 – Pozdrav Andrejovi Žarnovovi ("Un saluto ad Andrej Žarnov")